# 日炭高松硬式野球部
日炭高松硬式野球部（にったんたかまつこうしきやきゅうぶ）は、福岡県遠賀郡水巻町に本拠地を置き、日本野球連盟に加盟していた社会人野球の企業チームである。1961年8月に解散した。
運営母体は、日本炭礦。

## 概要
1958年、日本炭礦が日炭高松炭鉱がある福岡県遠賀郡水巻町を本拠地とし『日炭高松硬式野球部』として設立。
1959年、チーム結成2年目で都市対抗野球に初出場を果たし、大会初勝利をあげる。
1961年、2回目の出場となった都市対抗野球で初戦敗退に終わった後、8月16日付けで炭鉱不況のあおりによる経営合理化を理由に解散した。

## 沿革
- 1958年 - 福岡県遠賀郡水巻町を本拠地に置き、『日炭高松』として創部。
- 1959年 - 都市対抗野球に初出場（2回戦敗退）。
- 1961年 - 都市対抗野球で敗退後、8月16日付けで解散。

## 主要大会の出場歴・最高成績
- 都市対抗野球大会 - 出場2回
- JABA九州大会 - 優勝1回（1959年）

## 主な出身プロ野球選手
- 柿本実（投手） - 1960年に南海ホークスに入団。
- 龍憲一（投手） - 1960年に東映フライヤーズに入団。
- 稲尾義文（内野手） - 1961年に広島カープに入団。
- 黒江透修（投手） - 退団後、立正佼成会を経て、1964年に読売ジャイアンツに入団。

## 元プロ野球選手の競技者登録
- 深見安博（元：南海ホークス、高橋ユニオンズ、東急フライヤーズ、西鉄ライオンズ） - 監督（1958年～1960年）→退団
- 杉尾富美雄（元：毎日オリオンズ） - 投手→退団